# Галина (Њу Мексико)
Галина (енгл. Gallina) насељено је место без административног статуса у америчкој савезној држави Њу Мексико.

## Демографија
По попису из 2010. године број становника је 286.
| Група             | 2000.    | 2010.       |
| Белци             | 0 (0,0%) | 22 (7,7%)   |
| Афроамериканци    | 0 (0,0%) | 0 (0,0%)    |
| Азијати           | 0 (0,0%) | 0 (0,0%)    |
| Хиспаноамериканци | 0 (0,0%) | 258 (90,2%) |
| Укупно            | 0        | 286         |